# 부담부증여
부담부증여(負擔附贈與)란 수증자가 증여를 받는 동시에 일정한 부담, 즉 일정한 급부를 하여야 할 채무를 부담할 것을 부수적(附隨的)으로 부관(조건)으로 하는 증여계약(예；貸家를 증여하는데 賃家의 일부는 증여자의 처에게 주는 부담을 지는 것과 같은 경우)이다. 수증자가 부담받는 부담의 한도에서 증여로서 무상성(無償性)이 후퇴되므로 증여자의 담보책임에 관하여 특칙(特則)이 있다(대한민국 민법 제559조 2항).  또 증여의 규정 외에 쌍무계약(雙務契約)에 관한 규정이 일반적으로 준용된다(대한민국 민법 제561조).증여는 수증자가 부담하는 반면 채무금액의 경우, 양도로 간주되어 주는 이가 양도소득세를 부담하므로 채무를 부담하는 형식으로 부담부증여를 하는 경우 부모가 세율이 상대적으로 낮은 양도소득세를 납부하게 되어 자녀에게 상속시 절세의 방법으로 활용된다.

## 판례
부담부증여에는 민법 제561조에 의하여 쌍무계약에 관한 규정이 준용되므로, 상대방이 부담의 내용인 의무를 이행하지 아니한 경우에는 부담부증여를 해제할 수 있다.